# Deshorn Brown
Deshorn Brown (Manchester, 22 december 1990) is een Jamaicaans betaald voetballer. In 2015 verruilde hij Colorado Rapids voor Vålerenga IF uit de Tippeligaen.

## Clubcarrière
Brown werd in de MLS SuperDraft 2013 als zesde gekozen door Colorado Rapids. Hij scoorde zijn eerste professionele doelpunt op 16 maart 2013 tegen Real Salt Lake. Met zijn doelpunt hielp hij zijn ploeg aan een punt aangezien de wedstrijd in een 1-1 gelijkspel eindigde. Zijn eerste seizoen bij Colorado was een vrij succesvolle voor de rookie. Hij maakte in totaal tien doelpunten in eenendertig wedstrijden, waarvan hij er vierentwintig in de basis startte. Daarnaast behaalde Colorado de play-offs maar werd het al in de eerste wedstrijd uitgeschakeld door Seattle Sounders.
Op 17 maart 2015 verkocht Colorado de Jamaicaan aan Vålerenga IF. Hij speelde in totaal in tweeënzestig competitiewedstrijden voor Colorado, waarin hij twintig doelpunten maakte en vier assists gaf. Zijn eerste twee doelpunten voor Vålerenga maakte hij op 17 april 2015 tegen FK Haugesund.

## Interlandcarrière
Op 7 oktober 2013 maakte hij tegen de Verenigde Staten zijn debuut voor Jamaica. In juni kwam Brown wereldwijd in het nieuws nadat hij direct na een met 1-0 verloren wedstrijd tegen Argentinië op het veld een selfie nam met Lionel Messi.